# Gedit

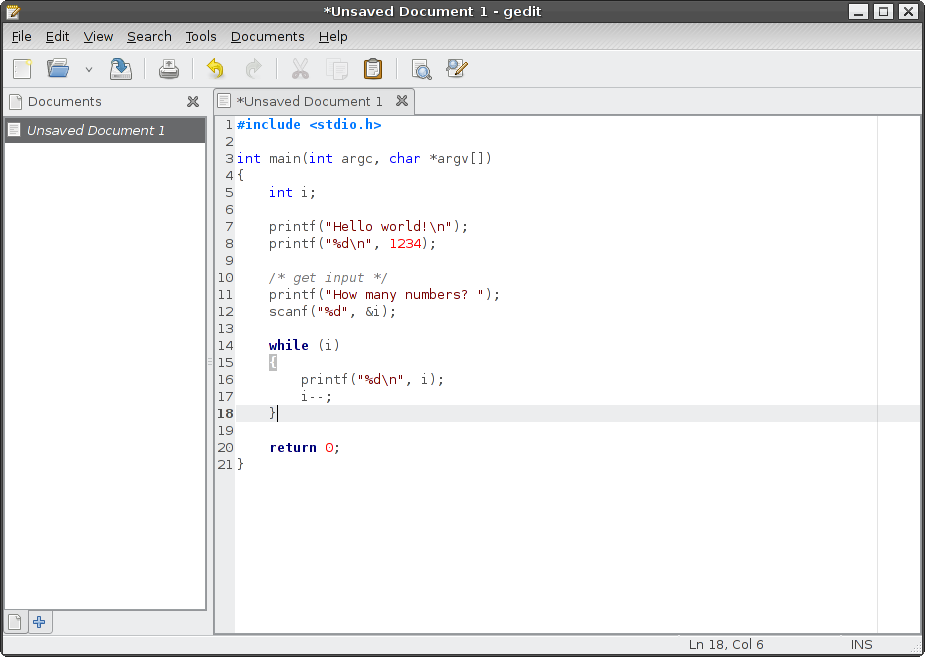
gedit hiển thị mã lệnh có tô màu cú pháp, của một chương trình viết bằng ngôn ngữ lập trình C.

gedit là phần mềm soạn thảo văn bản tự do hỗ trợ biên tập, chỉnh sửa các file văn bản chữ. gedit là sản phẩm trong bộ GNOME và đi kèm sẵn với một số bản Linux như Ubuntu.
gedit có nhiều kiểu tô màu cú pháp cho một loạt mã lệnh của các loại ngôn ngữ lập trình, các ngôn ngữ đánh dấu (như HTML, LaTeX) và các loại file có cấu trúc khác (như CSS, diff).
Các tính năng của gedit được mở rộng qua các plug-in, từ đơn giản như chèn vào ngày tháng cho đến hiển thị cây thư mục và dấu nhắc lệnh Python. Trong hai trường hợp sau này, ta cần xem thông tin ở các cửa sổ bên cạnh (side pane) và cửa sổ dưới (bottom pane).